# 白山小凱傑介
白山小凱傑介（学名：Keijella bisanensis）为粗面介科小凱傑介屬下的一个种。